# Hymenoscyphus pileatus
Hymenoscyphus pileatus är en svampart som först beskrevs av Petter Adolf Karsten, och fick sitt nu gällande namn av Carl Ernst Otto Kuntze 1898. Hymenoscyphus pileatus ingår i släktet Hymenoscyphus och familjen Helotiaceae.   Inga underarter finns listade i Catalogue of Life.
I den svenska databasen Dyntaxa används istället namnet Ombrophila pileata för samma taxon.  Arten är reproducerande i Sverige.